# Мамба (сайт)
Ма́мба (единая служба знакомств и общения «Мамба») — сеть сайтов знакомств, объединяющая ряд самостоятельных сайтов и разделов знакомств крупных порталов (например, «Знакомства» на Mail.ru).

## Сервисы

### Бесплатные
- Создание и размещение анкеты.
- Поиск по возрасту, полу и местоположению.
- Размещение неограниченного количества фотографий.
- Мгновенный обмен сообщениями между пользователями.
- Ведение «Дневника».
- Ограниченное кол-во новых контактов в сутки.
- Возможность отсортировать сообщения по различным папкам.
- Размещение объявлений (в том числе неавторизованным пользователем)
- Вопросы-ответы
- Голосование за фото

### Платные
- Перемещение анкеты в результатах поиска на первое место.
- «Фотолинейка» — «бегущая строка» из фотографий.
- Виртуальные подарки.
- VIP-статус (подписка на новые анкеты, фильтр входящих сообщений, расширенный поиск и др.).
- Подписка на платные ответы на объявления
- Размещение своей фотографии в начале очереди в сервисе голосований за фото
- В бесплатной версии можно писать только на две новые анкеты в сутки. (Мамба перешла в 90% на коммерческую основу).

## История
- Сервис основан Андреем Андреевым в 2004 году. Первым партнёром стала компания Рамблер.
- Октябрь 2004 года — количество активных пользователей достигло 1 млн, количество новых регистраций в день — свыше 7 тыс. В среднем единовременно на сайте находится 15 тыс. пользователей.
- 2005 год — более 30 партнеров, 4,5 млн пользователей, покупка контрольного пакета акций компанией «Финам». Сервис стал доступен для Украины, Белоруссии, Литвы, Латвии и Эстонии, Германии, США, Израиля и др.
- В 2006 году стратегия компании неизменна. Основная задача — закрепить позиции на рынке за счет роста аудитории и числа партнеров. По итогам первого полугодия 2006 года выручка «Мамбы» достигла 80 млн рублей. В январе 2006 года число суточных регистраций приблизилось к 38 тыс. уникальных пользователей. Рост по сравнению с прошлым годом составил 24 %.
- К концу 2006 года общее количество анкет в базе составило 8,9 млн, из которых 3,7 млн — активные пользователи, которые посещают проект не реже одного раза в месяц. Круглосуточно в среднем 45—50 тыс. человек находятся в режиме онлайн. Посещаемость — 1,5 млн посетителей в сутки.
- В период 2007—2008 годов более чем вдвое возросло количество сервисов; в Единой службе знакомств появляются такие услуги, как Встречи, Дневники, сервис подарков «Комплименты» и др.
- В июле 2007 года начато создание мобильной версии службы знакомств. В конце года партнерами WAP-программы «Мамба» становятся Mail.ru (wap.love.mail.ru), «Связной» (mamba.zagruzka.com), U-tel (u-tel.mamba.wapstart.ru), операторы «ведущей тройки» и др.
- Октябрь 2007 — общая база анкет достигла 9 млн пользователей. В 2007 году выручка превысила 300 миллионов рублей, а рентабельность по EBITDA составила 44 %.
- Ноябрь 2008 года — аудитория превысила 10 млн пользователей, при этом мобильным порталом пользуется около 250 тыс. человек в месяц. Ежедневно систему посещают 2 млн человек, в неделю — около 5 млн, единовременно на портале находится 60 тыс.
- Ноябрь 2009 года — общая аудитория составляет 11,5 млн человек, ежедневно систему посещает более 2 млн уникальных пользователей, более 100 тыс. единовременно находится онлайн. Активная аудитория — около 7 млн человек.
- Июль 2011 года — вносятся изменения в структуру сайта: все регистрации теперь необходимо подтверждать с помощью мобильного телефона. Благодаря этому сначала практически полностью исчез спам, а также замедлился рост численности пользователей системы.
- Июль 2012 года — руководство сайта стало избавляться от репутации сервиса «секс-знакомств». В частности, у пользователей сайта убрали возможность указывать в цели знакомства секс (в том числе коммерческий). Также был убран раздел сексуальных предпочтений и предложений о спонсорстве. Портал Roem.ru предположил, что действия руководства Mamba.ru связаны с желанием выйти на западный рынок, а также с подключением платежной системы PayPal, которую беспокоит «приличность сайта». Сразу после этого произошло снижение количества посещений сайта. Mamba.ru потеряла часть аудитории. Однако, по словам представителя компании, эта ушедшая аудитория не являлась доходной для портала.[1]
- Весной 2013 года раздел сексуальных предпочтений и возможность поиска людей для секса были возвращены в систему.
- 25 июля 2012 года руководство Мамбы обвинило агрегатора СМС-сообщений Инкормедиа в сговоре с мошенниками. По утверждениям службы знакомств, у них на протяжении нескольких лет копились доказательства того, что Инкормедиа вводила в заблуждение пользователей сайта, предлагая им отправить СМС-сообщения на короткие номера.[2]
- 13 мая 2013 года ЗАО «Мамба» приобрела бренд Wamba — международный сервис знакомств, который уже представлен на иностранных рынках.
- Осень 2022 года — после ухода компании Badoo с российского рынка «Мамба» становится лидером сегмента онлайн-знакомств в России[3].

## О компании
ЗАО «Мамба» владеет сетью «Мамба». Генеральным директором ЗАО «Мамба» является Андрей Бронецкий. Контрольный пакет ЗАО «Мамба» принадлежит фонду «Финам — Информационные технологии». В 2005 году «Мамба» была продана Финаму за 20 млн долларов. А в 2007 году Финам перепродал 30 % «Мамбы» компании Mail.ru.

### Финансовые показатели за 2008 год[5]
- Выручка составила 462 млн рублей
- Рост доходов по сравнению с 2007 годом — 54 %
- EBITDA — 47 %

Структура доходов:
77 % — SMS-платежи
17 % — альтернативные платежи
6 % — доходы от рекламы
Затраты на оборудование — более 10 млн рублей

### Финансовые показатели за 2009 год
- Выручка составила 664 млн рублей
- Рост доходов по сравнению с 2008 годом — 40 %
- EBITDA — 48 %

Структура доходов:
68,5 % — SMS-платежи
21,5 % — альтернативные платежи
7,5 % — доходы от рекламы
Mamba.ru — первым в своем сегменте интернет-порталов начал монетизировать аудиторию: пользователи не платят за регистрацию, однако платят за виртуальные подарки, высокие позиции в рейтингах.
Затраты на оборудование — более 15 млн рублей

## Партнерская программа
Партнерская программа компании «Мамба» — готовая система, которая позволяет любому интернет-ресурсу создать собственный раздел «Знакомства». Чтобы стать партнером программы, сайт должен отвечать некоторым требованиям (достаточная аудитория, собственный домен и т. п.). Для настройки сайта на домене (поддомене) должна быть возможность установки DNS, то есть, бесплатные домены принять участия в партнёрской программе не могут. Техническим обслуживанием, круглосуточной поддержкой и модерацией сайта занимается компания «Мамба». На то, чтобы заработать в «полную силу», сайту требуется 4—5 недель. Партнерская программа также включает создание WAP-версии сайта. Участник партнерской программы получает дополнительный сервис для пользователей своего сайта, а также прямую монетизацию. Основной доход формируется из платежей пользователей, которые зарегистрированы на партнёрском проекте знакомств. Партнёр получает доход в виде комиссии от платежей пользователей на его сайте.
В 2003 году с Мамбой стали сотрудничать Rambler.ru, в 2004 — Mail.ru.
Динамика сайтов-партнеров
- 2009 год — 19 тысяч сайтов-партнеров[источник не указан 1654 дня].
- Ноябрь 2011 год — около 25 тысяч сайтов-партнеров.[4]

Технически создание сайта и его подключение производится следующим образом: партнёром выделяется домен или поддомен для нового раздела (например, love, dating, znakomstva и т. п.). Далее, необходимо оставить заявку на подключение площадки на корпоративном сайте «Мамбы», при формировании заявки на проект, «Мамба» со своей стороны создаёт партнёрский проект с указанным в заявке доменом и персональным партнёрским аккаунтом, партнёру остаётся только правильно выполнить настройки DNS, и проект становится доступен пользователям. Партнёр может настроить проект со своими элементами интерфейса (лого, фирменные цвета и т. д.).